# Comité intersectoriel étudiant des Fonds de recherche du Québec
Pour les articles homonymes, voir CIE.
Le Comité intersectoriel étudiant des Fonds de recherche du Québec (CIÉ) est un comité-conseil dynamique, diversifié et intersectoriel œuvrant au sein des Fonds de recherche du Québec et conseillant le Scientifique en chef du Québec.
Il réunit une douzaine d’étudiantes et d’étudiants travaillant à l’amélioration des conditions des boursiers et des jeunes chercheurs au Québec. Plus précisément, son mandat est d’identifier des stratégies afin d’accroître l’accessibilité de la relève au financement de la recherche ; d’œuvrer à l’excellence de la relève en recherche et de contribuer aux efforts de rayonnement de la relève en recherche.

## Historique
Créé en 2014 à la demande de Rémi Quirion, nommé Scientifique en chef du Québec depuis 2011, le CIÉ s'est beaucoup développé depuis sa création.
À partir de 2015, il organise une consultation annuelle ayant pour objectif de comprendre certaines préoccupations de la communauté étudiante en recherche. Très actif depuis sa fondation, le CIÉ constitue un modèle de comité consultatif de la relève.
Olivier Lemieux a été nommé président du CIÉ le 17 janvier 2017, il succède à Marie-Pierre Cossette qui occupait ce poste depuis la fondation du Comité.